# G-Sync
G-Sync – technologia opracowana przez firmę Nvidia polegająca na synchronizacji częstotliwości odświeżania obrazu na monitorze z szybkością generowania obrazów przez kartę graficzną, która zwykle renderuje obraz ze zmienną szybkością. Pozwala to na wyeliminowanie efektu rozrywania obrazu, minimalizuje opóźnienia i zacinanie się wyświetlanych treści, dzięki czemu obraz jest płynny i wyraźny, co jest szczególnie ważne w przypadku gier komputerowych.
Do obsługi technologii G-Sync wymagany jest specjalny moduł stworzony przez firmę Nvidia. Niektórzy producenci monitorów opłacili licencję i produkują urządzenia z wbudowanym takim modułem. Technologia ta jest przeznaczona tylko dla kart graficznych GeForce GTX oraz nowszych produktów, dla których procesory graficzne wytwarza firma Nvidia. Konkurencyjne rozwiązanie opracowane przez AMD zostało wprowadzone na rynek pod nazwą FreeSync. G-Sync jest także alternatywą w stosunku do metody wykorzystującej synchronizację pionową, która niestety w znacznie wyższym stopniu obciąża podzespoły komputera.